# Joris Hébrard
Joris Hébrard (nascido em 31 de maio de 1982 em Avinhão) é um político francês. Ele é o prefeito de Le Pontet, Vaucluse.

## Biografia
Foi eleito prefeito de Le Pontet nas eleições municipais de 2014: obteve 42,62% dos votos na segunda volta.
Em 2015, este fisioterapeuta regressa ao cargo de autarca, da qual teve de se afastar após o Conselho de Estado ter confirmado o cancelamento da eleição do dia 25 de fevereiro.
Nas eleições departamentais de março de 2015, Joris Hébrard, em dupla com Danielle Brun, foi eleito conselheiro departamental de Vaucluse no cantão de Pontet com 53,7% dos votos no primeiro turno.